# Мейран, Октавио
Окта́вио Мейра́н Са́нчес (исп. Octavio Meyran Sanchez) — бывший мексиканский рефери.

## Карьера
Октавио Мейран судил боксёрские поединки с конца 60-х годов до 1991 года, в том числе двадцать семь титульных боёв:
- между Хосе Наполесом и Адольфом Прюиттом в полусреднем весе по версии WBA и WBC 10 июня 1972 года;
- между Рафаэлем Эррерой и Родольфо Мартинесом в легчайшем весе по версии WBC 14 апреля 1973 года;
- между Родольфо Мартинесом и Рафаэлем Эррерой в легчайшем весе по версии WBC 7 декабря 1974 года;
- между Хосе Наполесом и Армандо Муньисом в полусреднем весе по версии WBC 12 июля 1975 года;
- между Хосе Наполесом и Джоном Стрейси в полусреднем весе по версии WBC 6 декабря 1975 года[1];
- между Альфонсо Саморой и Эусебио Педросой в легчайшем весе по версии WBA 3 апреля 1976 года;
- между Альфонсо Саморой и Хон Су Хваном в легчайшем весе по версии WBA 16 октября 1976 года;
- между Рубеном Кастильо и Алексисом Аргуэльо во втором полулёгком весе по версии WBC 20 января 1980 года;
- между Мэттью Саадом Мохаммедом и Джоном Конте в полутяжёлом весе по версии WBC 29 марта 1980 года;
- между Аланом Минтером и Вито Антуофермо в среднем весе по версии по версии WBA и WBC 28 июня 1980 года;
- между Шугаром Рэем Леонардом и Роберто Дураном в полусреднем весе по версии WBC 25 ноября 1980 года;
- между Марвином Хаглером и Фульхенсио Обельмехиасом в среднем весе по версии WBA и WBC 17 января 1981 года;
- между Марвином Хаглером и Мустафой Хамшо в среднем весе по версии WBA и WBC 3 октября 1981 года;
- между Алексисом Аргуэльо и Джеймсом Бушеми в лёгком весе по версии WBC 13 февраля 1982 года;
- между Хуаном Лапорте и Марио Мирандой в полулёгком весе по версии WBC 15 сентября 1982 года;
- между Томасом Хирнсом и Уилфредом Бенитесом в первом среднем весе по версии WBC 3 декабря 1982 года;
- между Милтоном Маккрори и Колином Джонсом в полусреднем весе по версии WBC 19 марта 1983 года;
- между Брюсом Карри и Хидекадзу Акаи в первом полусреднем весе по версии WBC 7 июля 1983 года;
- между Эктором Камачо и Рафаэлем Солисом во втором полулёгком весе по версии WBC 18 ноября 1983 года;
- между Вильфредо Гомесом и Хуаном Лапорте в полулёгком весе по версии WBC 31 марта 1984 года;
- между Азумой Нельсоном и Вильфредо Гомесом в полулёгком весе по версии WBC 8 декабря 1984 года;
- между Лупе Пинтором и Хуаном Месой во втором легчайшем весе по версии WBC 18 августа 1985 года;
- между Азумой Нельсоном и Патриком Кауделлом в полулёгком весе по версии WBC 12 декабря 1985 года;
- между Дональдом Карри и Ллойдом Хониганом в полусреднем весе по версии IBF, WBA и WBC 27 сентября 1986 года;
- между Дональдом Карри и Джанфранко Рози в первом среднем весе по версии WBC 8 июля 1988 года;
- между Майком Тайсоном и Бастером Дугласом в тяжёлом весе по версии IBF, WBA и WBC 11 февраля 1990 года
- между Исидро Пересом и Алли Гальвесом в наилегчайшем весе по версии WBO 3 ноября 1990 года.